# Fräkentjärnen (Malå socken, Lappland, 724291-162366)
Fräkentjärnen är en sjö i Malå kommun i Lappland och ingår i Skellefteälvens huvudavrinningsområde.